# William Thomas (karaté)
Pour les articles homonymes, voir William Thomas.
William Thomas est un karatéka anglais. Il a remporté la médaille d'or en kumite moins de 70 kilos aux championnats d'Europe de karaté 1986 à Madrid et aux championnats du monde de karaté 1992 à Grenade. Il est le père de Jordan Thomas, également karatéka.